# محمد بن خفیف شیرازی

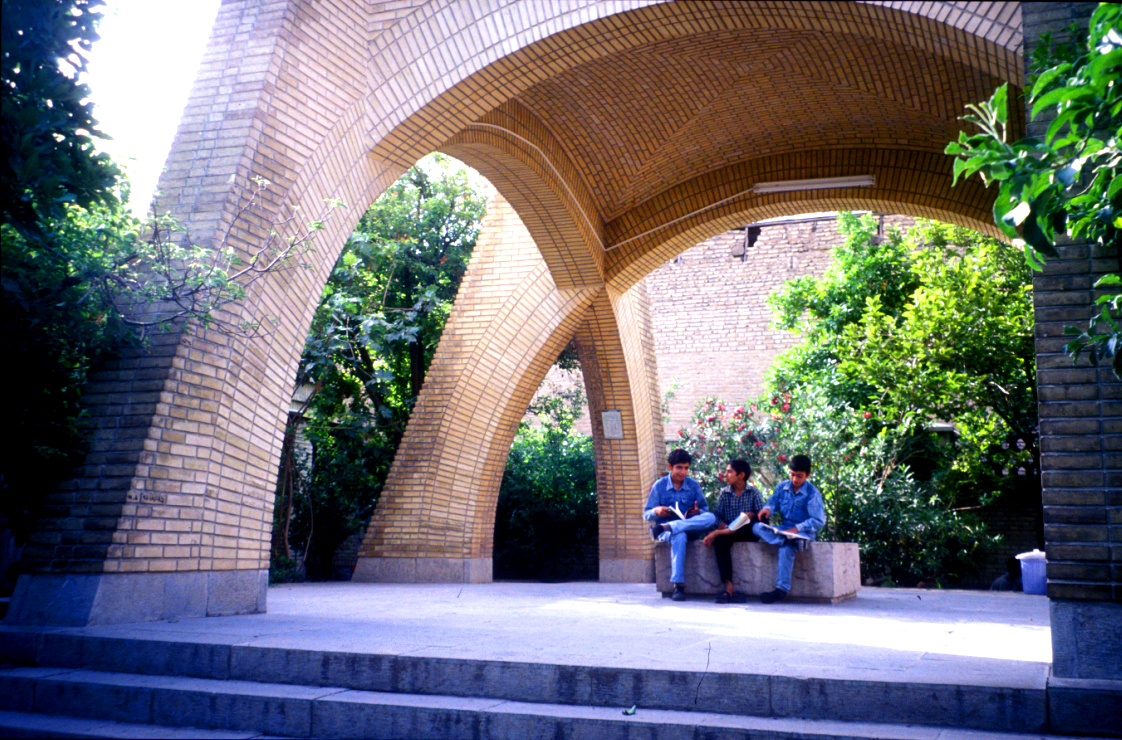

شیخ ابو عبداله محمد ابن خفیف بن اسکشفاذ شیرازی یا ابوعبدالله بن خفیف (وفات ۳۷۱ ه‍. ق) که به شیخ الاسلام، «شیخ المشایخ» و «شیخ کبیر» شهرت دارد. وی از مشایخ و عرفای قرن سوم و چهارم هجری و بنیان‌گذار سلسله خفیفیه بود.

## زندگی‌نامه
پدرش خفیف نام داشت و در سپاه عمرو لیث صفاری خدمت می‌کرد. او با دختر یکی از بزرگان کرّامیه در نیشابور ازدواج کرد. به شهادت متون عرفانی، مادرش پارسا و پرهیزکار بود و در زمره زاهدان و عارفان قرار داشت. احتمالاً ابن خفیف در سال ۲۶۹ هجری قمری در شیراز به دنیا آمد و به توصیه مادرش به صوفیه پیوست. درگذشت او در سال ۳۷۱ هجری قمری اتفاق افتاده‌است. پس از مرگ، او را در وسط خانقاه و رباط خود او پشت بازار وکیل در شیراز دفن کردند. مزار ایشان امروزه محل کتابخانه‌ای عمومی‌ است.

## استادان او
ابن خفیف نزد استادان متعددی در تصوف، حدیث، فقه و کلام تلمذ کرد. او از جمله عارفانی بود که به کسب علوم ظاهر نیز اهمیت زیادی می‌داد و به همین سبب در میان اهل علوم مختلف صاحب اعتبار بود.
ابوطالب خزرج بغدادی، ابوالحسن اشعری، رویم بن احمد، ابوالحسین بندار شیرازی و ابوالحسن مزیّن از جمله استادان او بوده‌اند.
وی با مشایخ زیادی نیز مصاحبت داشت که از جمله می‌توان به ابن عطا، شبلی، حسین بن منصور حلّاج، جریری، طاهر مقدسی، ابو عمرو دمشقی، کتّانی، یوسف بن حسین رازی، ابوالحسین مالکی و ابوالحسین درّاج اشاره کرد.

## مشی او
وی مرجع و مقتدای اهل طریقت و حقیقت، و سر سلسله فرقه خفیفیه، یکی از فرق صوفیه می‌باشد. از استادان، مصاحبان و اقوالش مشخص می‌شود که مشرب عرفانی او از مشی عرفانی جنید و پیروانش متأثر بود. از این رو، وی می‌کوشید معاملات و سخنانش با شریعت کاملاً سازگار باشد و صوفیانی را که در این مسیر حرکت نمی‌کردند نکوهش می‌کرد. حلّاج از جمله کسانی بود که برخی از اقوال و اشعارش با انتقاد ابن خفیف روبرو شد.
وی سفارش می‌کرد در تصوف از این پنج استاد پیروی شود: حارث محاسبی، جنید بغدادی، رویم، عمرو بن عثمان مکی و ابوالعباس بن عطا.
نوشته‌اند که به آن جهت او را خفیف می‌گفته‌اند که سبکبار و سبک‌حساب و سبک‌روح و سبک‌غذا بوده‌است، افطار و خوراک شبانه روز او، هفت دانه مویز بوده‌است.

## آثار او
ابن خفیف از جمله عارفانی بود که در تألیف و تصنیف آثار علمی و عرفانی پرکار بود. عطار می‌نویسد در هر چهل روز تصنیفی می‌ساخت در غوامض و دقایق و در علم ظاهر نیز تصانیف بسیار داشت. حدود سی اثر از ابن خفیف برشمرده‌اند که در علوم مختلف و از جمله دربارهٔ مباحث و مبانی عرفانی نوشته شده‌است.
از جمله آثار اوست: شرف الفقر، الفصول فی الاصول، المعتقد الکبیر و الصغیر، المنهج فی الفقه، اللوامع، استدراج و اندراج، السماع.

### مجموعه آثار ابن خفیف
همه آثار ابن خفیف شیرازی برای اولین بار در یک مجموعه دو جلدی توسط معین کاظمی‌فر (دانشگاه شیراز، ایران) با همکاری و مقدمه‌ای از فلورین زوبیروی (دانشگاه شیلر ینا، آلمان) منتشر شده است. این مجموعه دو جلدی شامل تمامی آثار باقی‌مانده ابن خفیف می‌باشد.که عبارتند از 7 اثر شامل اوصاف القلوب، الاقتصاد، وصیت، المعتقد، شرف الفقراء، فضل التصوف و یادداشت های ابن خفیف بر یک مجموعه دعا.
کاظمی‌فر در تلاش بوده است تا یک نسخه کامل از آثار ابن خفیف ارائه دهد. دو جلدی که توسط معین کاظمی‌فر ارائه شده است، علاوه بر اوصاف القلوب به زبان عربی، شامل آثار باقی‌مانده ابن خفیف (متوفی 371 هجری/982 میلادی) به زبان عربی اصلی و همچنین ترجمه های فارسی که توسط خود او یا دیگران انجام شده است، می‌باشد.
جلد اول شامل نسخه تصحیح شده موسوم به اوصاف القلوب است(درباره نام واقعی این اثر تردید وجود دارد)، در حالی که جلد دوم آثار کوچک‌تر را ارائه می‌دهد. در مواردی که ترجمه‌های فارسی کهن موجود است، متون همراه با ترجمه ارائه شده‌اند، مانند معتقد ابن خفیف و وصیت ابن خفیف که ترجمه‌های فارسی آنها توسط شیمل تصحیح شده است. متون متوسط، مانند الاقتصاد(تصحیح فلورین زوبیروی) و فضل التصوف (تصحیح فاطمه علاقه و کاظم برگ نیسی) برای اولین بار توسط کاظمی‌فر به فارسی ترجمه شده‌اند. شرف الفقراء(تصحیح فاطمه علاقه) که تنها ترجمه فارسی آن موجود بوده است، نیز در جلد دوم ارائه شده است. علاوه بر این، یادداشت های ابن خفیف بر مجموعه‌ای از دعاهای منقول که توسط فلورین زوبیروی گردآوری شده، در پیشگفتار جلد اول گنجانده شده است.

رساله موسوم به اوصاف القلوب
این متن که در آرشیو کتابخانه آستان قدس رضوی نگهداری می‌شود، به ابوعبدالله ابن خفیف شیرازی نسبت داده شده و با عنوان اوصاف القلوب نامگذاری شده است. حجم و محتوای این متن بسیار فراتر از دیگر آثار شناخته‌شده ابن خفیف است (مقدمه، ص. 4). کاظمی‌فر اشاره می‌کند که در حالی که آنماری شیمل این متن را در مقدمه آلمانی‌زبان خود بر زندگی‌نامه دیلمی نادیده گرفته است، کارل بروکلمان آن را در تاریخ ادبیات عرب (مجلد مکمل 1، ویرایش دوم، لیدن، 1996، ص. 359) در میان آثار «منسوب» به ابن خفیف ذکر کرده است (مقدمه، ص. 3). از سوی دیگر، فؤاد سزگین به سه اثر از ابن خفیف اشاره می‌کند که نسخه‌های خطی آنها موجود است اما اوصاف القلوب را ذکر نکرده است (GAS، لیدن، 1967، جلد 1، ص. 664).
معین کاظمی‌فر در مقاله‌ای، سه دسته دلیل ارائه کرده است تا نشان دهد که رساله موسوم به اوصاف القلوب واقعاً توسط ابن خفیف نوشته شده است. تحلیل کاظمی‌فر سه دلیل را برای تأیید انتساب این اثر به ابن خفیف ارائه می‌دهد. اول، او به بررسی اسناد (زنجیره‌های نقل) می‌پردازد که افرادی را شناسایی می‌کند که احادیث مذکور در اوصاف القلوب را نقل کرده‌اند (مقدمه، ص. 8). دوم، او به چند شباهت ادبی اشاره می‌کند. سوم، او سفرهایی را که در متن ذکر شده است با روایت‌های سفر موجود در سیره دیلمی مرتبط می‌کند.
یکی از شاگردان او به نام ابوالحسن دیلمی کتابی دربارهٔ سیره استاد خود به نام «سیرت ابوعبدالله» نوشت. این کتاب که به زبان عربی بوده در سده هشتم و نهم هجری قمری با ترجمه رکن الدین یحیی بن جنید شیرازی به فارسی درآمد. آن ماری شیمل این ترجمه را به همراه دو رساله کوتاه از ابن خفیف تصحیح و چاپ کرده‌است.
علاوه بر اقوال و احوالی که در این کتاب از ابن خفیف معرفی شده، سخنان دیگری از او دربارهٔ ایمان، رجا، یقین، صبر، رضا، فقر، حیرت، مشاهده، ارادت، تصوف و صوفی، خوف و مراقبه و دیگر موضوعات عرفانی نقل شده‌است.